# Rachel Paulson
Pour les articles homonymes, voir Rachel et Paulson.
Rachel Paulson, née à Tampa en Floride un 20 août, est une actrice, scénariste et productrice américaine.

## Biographie
Elle est la sœur de l'actrice Sarah Paulson[réf. nécessaire].

### Vie privée
Rachel Paulson est ouvertement lesbienne,.

## Filmographie

### Comme actrice
- 2011 : Unicorn Plan-It (série télévisée) : la barmaid
- 2014 : Kleptos (court métrage) : Maya
- 2015 : Mr. Boogy (court métrage) : la mère d'Alice
- 2015 : The Chest (court métrage) : Riley
- 2015 : Fixer : la mère
- 2015 : EastSiders (série télévisée) : Leslie
- 2017 : Heartland : Mandy
- 2018 : @DatingZoe (mini-série) : Zoe (3 épisodes)
- 2018 : Space Diner Tales (série télévisée) : Rachel Crosswick
- 2018 : Ranger Danger (court métrage) : May

### Comme scénariste
- 2014 : Kleptos (court métrage)
- 2015 : The Chest (court métrage)

### Comme productrice
- 2014 : Kleptos (court métrage)